# Kimilsungia
Kimilsungia (Chosŏn'gŭl: 김일성화; hancha: 金日成花; MR: Kimilsŏnghwa; rr: Gimilseonghwa) é uma cultivar híbrida de orquídea do gênero Dendrobium. É um clone de uma planta que foi criada na Indonésia pelo criador de orquídeas Carl Ludwig C. L. Bundt, que em 1964 registrou o nome grex Dendrobium Clara Bundt para todas as orquídeas da mesma ancestralidade, nomeando-a em homenagem à sua filha. Ela tem uma ancestralidade complexa de orquídeas cultivadas. Foi feita uma tentativa de registrar o nome grex Dendrobium Kimilsungia, mas isso não é válido, é um sinônimo posterior de Dendrobium Clara Bundt. Como um nome de cultivar (aplicando-se apenas a parte do grex), o nome correto é Dendrobium Clara Bundt 'Kimilsungia'. Outro nome grex Dendrobium Kimilsung Flower se refere a plantas de ancestralidade relacionada, mas diferente.
Outra flor, a Kimjongilia, recebeu o nome do filho de Kim Il-sung, Kim Jong-il. Nem a Kimilsungia nem a Kimjongilia são as flores nacionais da Coreia do Norte. A flor nacional do país é a Magnolia sieboldii com flores brancas.
De acordo com a Agência Central de Notícias da Coreia, o "caráter inigualável" de Kim Il-sung é "totalmente refletido na flor imortal" que está "florescendo em todos os lugares nos cinco continentes".

## Descrição
A planta cresce de 30 a 70 centímetros  de altura. Suas folhas aderem aos nós alternadamente e cada talo produz de 3 a 15 flores. As flores têm três pétalas e três cálices e medem de 6 a 8 centímetros. Ela floresce por 60 a 90 dias. Ela cresce melhor em temperaturas diurnas de 25 a 30 °C e 18 a 23 °C à noite.

## História
Durante a visita do presidente Kim Il-sung à Indonésia em 1965, os presidentes Sukarno e Kim estavam visitando o Jardim Botânico de Bogor quando este último foi atingido por uma orquídea originária de Makassar, que havia sido cultivada para florescer durante sua visita. O presidente Sukarno, vendo o entusiasmo de Kim, propôs que a flor fosse chamada de Kimilsungia, como um símbolo de amizade eterna entre os dois países. Alegadamente, Kim Il-sung inicialmente recusou a oferta, mas após a insistência de Sukarno, ele teve que aceitar.
Na Coreia do Norte, a flor foi cultivada com sucesso em abril de 1975, a tempo para o aniversário de Kim Il-sung, e posteriormente introduzida à população norte-coreana pela primeira vez em abril de 1977, para o aniversário de 65 anos de Kim Il-sung. A orquídea violeta Kimilsungia se tornou um símbolo do falecido líder Juche, sendo usada em arranjos florais representando o estado norte-coreano.

## Festivais anuais
O Festival Anual Kimilsungia é realizado desde 1998, e é realizado em torno do Dia do Sol. As exposições de flores Kimilsungia são realizadas todos os anos em Pyongyang. Tradicionalmente, as embaixadas de países estrangeiros na Coreia do Norte apresentam cada uma seu próprio buquê de flores para a exposição anual.